# Søren Krarup
Søren Krarup (født 3. december 1937 i Grenaa, død 8. november 2023) var en dansk præst, forfatter og tidligere politiker samt medlem af Folketinget for Dansk Folkeparti fra november 2001 til september 2011.
Han var søn af sognepræst Vilhelm Krarup og Bodil Marie Krarup (født Langballe) og gift med Anette Elisabeth (født Lundsteen), med hvem han fik fire døtre: Sognepræst Agnete Raahauge (født 1963), cand.mag. og medlem af Folketinget Marie Krarup (Møller) (født 1965), cand.mag. og gymnasielærer Inger Krarup Brøgger (født 1968) og teolog og debattør Katrine Winkel Holm (født 1970). Han var sønnesøn af historikeren Alfred Krarup og fætter til Jesper Langballe, som ligeledes var folketingsmedlem for Dansk Folkeparti, og til juraprofessor Ole Krarup.
Krarup var en fremtrædende debattør på den danske højrefløj og inden for den teologiske bevægelse Tidehverv. Han skrev flere bøger om bl.a. politik, historie, og kristendom og betragtes af sine tilhængere som en intellektuel kapacitet.
I lighed med en række andre politikere fra Dansk Folkeparti var Krarup har været medlem af Den Danske Forening, men meldte sig sammen med partifællerne Jesper Langballe og Søren Espersen ud af foreningen i 2002, efter at denne offentligt havde sammenlignet islam med pest.
Han var ved flere lejligheder genstand for offentlig debat og stor medieopmærksomhed, som f.eks. da han i april 2007 sammenlignede det muslimske tørklæde med nazisternes hagekors eller da han i 2008 offentligt forsvarede revselsesretten, dvs. retten til at slå personer, man har myndighed over.  I 2010 kritiserede Søren Krarup den omdiskuterede injuriedom over historiker Bent Jensen. 
I september 2021 kom det frem, at Søren Krarup lider af alzheimers og senere i februar 2022 meldte han sig ud af Dansk Folkeparti.

## Biografi
Krarup tog studentereksamen fra Christianshavns Gymnasium i 1957 og blev cand.theol. fra Københavns Universitet i 1965.
Fra 6. september 1965 til sin pensionering i 2005 var han sognepræst i Seem og residerende kapellan ved Ribe Domkirke, han var tillige menighedsrådsformand.
Han var bestyrelsesmedlem for Studenterkredsen 1961-63. I perioden 2000-2001 repræsenterede han Dansk Folkeparti i bestyrelsen for Danmarks Radio.
Fra 1965 var Krarup medudgiver af bladet Tidehverv, som han blev redaktør af i 1984.
I oktober 2000 blev han opstillet som Dansk Folkepartis kandidat i Sønderborgkredsen og blev indvalgt i Folketinget for Sønderjyllands Amtskreds den 20. november 2001.
Krarup stod for et omfattende forfatterskab, idet han i perioden 1960-2001 udgav 26 bøger. Især via sin rolle i Tidehverv og som folketingsmedlem for Dansk Folkeparti havde han stor indflydelse på moderne dansk teologi og dansk nationalkonservativ politik.[kilde mangler]

## Holdninger

### Menneskerettigheder
En væsentlig del af Søren Krarups virke kritiserede menneskets – helt specifikt, den enkeltes – rolle i forhold til Gud. Søren Krarup anfægtede således menneskets ret til at sætte sig over Gud ved at opstille universelt gældende regler,[kilde mangler] eksempelvis FN's konvention om menneskerettigheder, som han gentagne gange kritiserede, og som han i forlængelse heraf angreb, hvad han kaldte "godhedsindustrien," hvilket omfatter organisationer som Dansk Flygtningehjælp, Dansk Røde Kors.[kilde mangler]
Som modsætning til disses aktiviteter, og især i forhold til disses arbejde med flygtninge og indvandrere ("de fremmede") satte Søren Krarup danskheden, luthersk kristendom og det nationale fællesskab.
Søren Krarups teologisk baserede synspunkt var, at man ved opstillelse af generelle menneskerettigheder, der har påstået evig gyldighed og gælder alle mennesker, gør disse til afguder. Dertil definerer Søren Krarup begrebet "næstekærlighed" meget snævert, omfattende den umiddelbart nærmeste næste og ikke menneskeheden som sådan.
"Sådan er det med fordringen om kærlighed til næsten: Den kan der ikke laves love på, ikke regler om, ikke moral og politik på, men den hører hjemme i situationen, i øjeblikket, hvor min næste er og møder mig. Det stik modsatte af patenteret "næstekærlighed". Det modsatte af godhedsindustriens opskrifter og afpresning."
Eller i en formulering fra Tidehverv, 2000:

"Menneskerettighederne er vor tids fordærvsmagt, djævelen i skikkelse af en humanitær lysengel, forfalskningen og sammenblandingen af Gud og menneske, himmel og jord" 

### Multikultur og indvandring
Søren Krarup, der i slutningen af 1980'erne og efter årtusindskiftet primært var kendt for sin modstand mod udlændingeloven fra 1983 og Danmark som multikulturelt samfund og polemik mod islam og muslimer, markerede også en voldsom modstand mod kulturradikalisme, som han ofte gjorde Georg Brandes synomym med. I denne har Søren Krarup om Georg Brandes skrevet, at
 "...på grund af sit jødiske blod var han uden pietet for og samhørighed med landets fortid." Det moderne gennembrud beskriver Søren Krarup i denne sammenhæng som "voldtægt af den danske kultur."

Søren Krarups synspunkter bliver af nogle politiske modstandere betragtet som racistiske og antisemitiske. I denne sammenhæng har det været fremdraget, at Søren Krarup i sin bog fra 1960 har rehabiliteret den danske forfatter Harald Nielsen. Krarup har dog erklæret, at han som evangelisk-luthersk kristen er principiel modstander af enhver form for racetænkning.
Fx betegner Søren Krarup i Kristendom og danskhed den politiske korrekthed som en "krig mod det danske folk."  Det er den slags ytringer, der ofte bliver opfattet som uforsonlige og upassende. Udover forsvaret for Harald Nielsen har hans genudgivelse af Luthers antisemitiske "Jøderne og deres Løgne" vakt forargelse. Krarup forsvarer sit synspunkt således:
| „ | Lad være, at hans forslag til praktiske forholdsregler imod jøderne er uhyrlige. De er bestemt af tidens metoder og udgør et fremmedelement i bogen. De er for så vidt sagen lige så uvedkommende som halshugning eller gabestok er en drøftelse af lov og ret uvedkommende idag. Anliggendet i bogen er principielt. Eller teologisk. Eller kristeligt. Og anliggendet er dommen over alt kød og dermed prædikenen om frelsen i Kristus alene. | “ |

Det må dog påpeges, at der i den lutherske kirke historisk set har været tendenser til antisemitisme. Noget som dog i brede kredse, herunder hos nuværende skribenter i Tidehverv, anses for aldeles utilstedeligt. Således har skribenter såsom Claus Thomas Nielsen udtrykt helhjertet støtte for bl.a. staten Israel. 

### Sydslesvig og Skåne
Søren Krarup gav udtryk for, at en nations grænser ikke ligger fast én gang for alle, men afgøres af indbyggernes nationalfølelse. På spørgsmålet fra Ritzau "Hvor går Danmarks naturlige grænse efter din vurdering?" svarede Krarup "Den går så langt, der er dansk flertal." I december 2007 sagde han, "Slesvig er gammelt dansk land. Hvis det er sådan, som det var i Sønderjylland i 1920, at der er et klart flertal for, at det gamle danske land ønsker at vende tilbage til Danmark, så er det indlysende, at en grænseregulering er på sin plads. Han mente desuden, at den historiske folkeafstemning i 1920 var baseret på en urimelig afstemningsform. Søren Krarup udtalte til Jyllands-Posten "Man kan leve i det håb, det gør jeg, at den sydslesvigske befolkning besinder sig på, hvor den retteligt hører til. At den egentlig er dansk. Men det afhænger af dens egen frie beslutning." Ifølge Jyllands-Posten mente han, at også befolkningen i Skåne, Halland og Blekinge havde en tilsvarende ret, men forklarede senere i et læserbrev i Jyllands-Posten, at han ikke ønskede at indblande Skåne i Sydslesvig-debatten og kaldte denne tilføjelse "frugten af en journalists utroværdige vidtløftighed." 